# Бенин на летних Олимпийских играх 1984
Бенин принимал участие в Летних Олимпийских играх 1984 года в Лос-Анджелесе (США) в третий раз за свою историю, но не завоевал ни одной медали. Сборную страны представляли три боксёра.

## Бокс
Спортсменов — 3
| Спортсмен      | Категория | 1/32 финала          | 1/16 финала             | 1/8 финала           | 1/4 финала           | Полуфинал            | Финал                |
| Спортсмен      | Категория | Соперник и результат | Соперник и результат    | Соперник и результат | Соперник и результат | Соперник и результат | Соперник и результат |
| -------------- | --------- | -------------------- | ----------------------- | -------------------- | -------------------- | -------------------- | -------------------- |
| Фирмин Абисси  | 54 кг     | -                    | Али Хан Пор 0:5         | Не прошёл            | Не прошёл            | Не прошёл            | Не прошёл            |
| Жорж Боско     | 67 кг     | -                    | Лучано Бруно Пор 0:5    | Не прошёл            | Не прошёл            | Не прошёл            | Не прошёл            |
| Максим Вехинто | 71 кг     | -                    | Абделлах Тибази Пор 0:5 | Не прошёл            | Не прошёл            | Не прошёл            | Не прошёл            |